# Aimée (Name)
Aimée ist ein weiblicher Vorname, der vereinzelt auch als Nachname vorkommt.

## Herkunft und Bedeutung
Aimée bedeutet „Geliebte“. Es ist ein Name mit altfranzösischem und lateinischem Ursprung. Das französische aimer stammt vom lateinischen amare und bedeutet „lieben“. Das altfranzösische amede und das lateinische amāta sind die femininen Singularformen, die maskuline Form ist aimé oder amatus. Eine bekannte englische Variante ist Amy. 
Die männliche Form des Vornamens ist Aimé.

## Bekannte Namensträgerinnen
Vorname
- Aimée Beekman (* 1933), estnische Schriftstellerin
- Aimee Brooks (* 1974), US-amerikanische Filmproduzentin und ehemalige Schauspielerin
- Aimée du Buc de Rivéry (* 1768), französische Adlige und angebliche Mätresse von Sultan Abdülhamid I.
- Aimée Antoinette Camus (1879–1965), französische Botanikerin
- Aimee Carrero (* 1988), dominikanisch-US-amerikanische Schauspielerin
- Aimée Carter (* 1986), US-amerikanische Fantasy-Autorin
- Aimee Duffy (* 1984), bekannt unter ihrem Künstlernamen Duffy, walisische Soul-/Pop-Sängerin und Songwriterin
- Aimee-Ffion Edwards (* 1987), eine britische Schauspielerin
- Aimee Garcia (* 1978), US-amerikanische Schauspielerin.
- Aimée Gneist (* 1976), deutsche Theater-, Film- und Fernsehschauspielerin
- Aimee Mann (* 1960), US-amerikanische Sängerin, Songwriterin, Bassistin und Gitarristin
- Aimée-Zoë de Mirbel (1796–1849), französische Miniaturmalerin
- Aimee Mullins (* 1976), US-amerikanische körperlich behinderte Leichtathletin und Schauspielerin
- Aimee Osbourne (* 1983), Model, Schauspielerin und Kolumnistin die Tochter von Ozzy Osbourne und Sharon Osbourne
- Aimée Rapin (1868–1956), Schweizer Künstlerin
- Aimee Richardson (* 1997), britische Schauspielerin
- Aimée Sommerfelt (1892–1975), norwegische Kinderbuchautorin
- Aimée Stitelmann (1925–2004), Schweizer Pädagogin und Kommunistin
- Aimee Lou Wood (* 1994), britische Schauspielerin

Nachname
- Anouk Aimée (1932–2024), französische Filmschauspielerin, Künstlername von Nicole Françoise Florence Dreyfus
- Cyrille Aimée (* 1984), französische, in den Vereinigten Staaten lebende Jazzsängerin

Siehe auch
- Aimée, Titelfigur im Film Aimée & Jaguar (1999); Vorlage: Das 1994 erschienene gleichnamige Buch von Erica Fischer.
- Ljubow Fjodorowna Dostojewskaja, russische Schriftstellerin, nannte sich Aimée